# Catocala praeclara
Catocala praeclara är en fjärilsart som beskrevs av Augustus Radcliffe Grote och Robinson 1866. Catocala praeclara ingår i släktet Catocala och familjen nattflyn. Inga underarter finns listade i Catalogue of Life.

## Bildgalleri

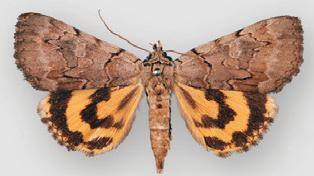